# Ga Cảnh An
Cảnh An (tiếng Trung: 景安; bính âm: Jǐng'ān) là ga tàu điện ngầm của Tân Bắc, Đài Loan thuộc tàu điện ngầm Đài Bắc. Ke ga của tuyến Tuyến vòng được mở cửa vào 31 tháng 1 năm 2020.

## Tổng quan
Nhà ga gồm 6 tầng, có hai ke ga chéo nhau và một lối thoát.

## Bố trí ga
| 6F | Tầng kết nối                | Ke ga kết nối                                                 |
| 5F | Ke ga, cửa sẽ mở ở bên phải | Ke ga, cửa sẽ mở ở bên phải                                   |
| 5F | Ke ga 1                     | ← Tuyến vòng hướng đi Khu công nghiệp Tân Bắc (Y12 Trung Hòa) |
| 5F | Ke ga 2                     | → Tuyến vòng hướng đi Đại Bình Lâm (Y10 Cảnh Bình) →          |
| 5F | Ke ga, cửa sẽ mở ở bên phải |                                                               |

| 3F       | Tầng kết nối                | Nhà vệ sinh (trong khu vực soát vé)                                                                         |
| Đường đi | Sảnh                        | Lối ra/vào, hành lang, nhà vệ sinh, máy bán vé 1 chiều, quầy hướng dẫn, nhà vệ sinh (trong khu vực soát vé) |
| B3       | Tầng thiết bị               | Khu vực làm việc                                                                                            |
| B4       | Ke ga 1                     | ← Tuyến Trung Hòa-Tân Lô hướng đi Lô Châu / Hồi Long (O03 Chợ Vĩnh An)                                      |
| B4       | Ke ga, cửa sẽ mở ở bên trái | |
| B6       | Ke ga 2                     | → Tuyến Trung Hòa-Tân Lô hướng đi Nam Thế Giác (O01 Ga cuối) →                                              |
| B6       | Ke ga, cửa sẽ mở ở bên phải | |

## Lối thoát
- Lối thoát đơn: Đường Cảnh An